# Sjöfart i Stockholm

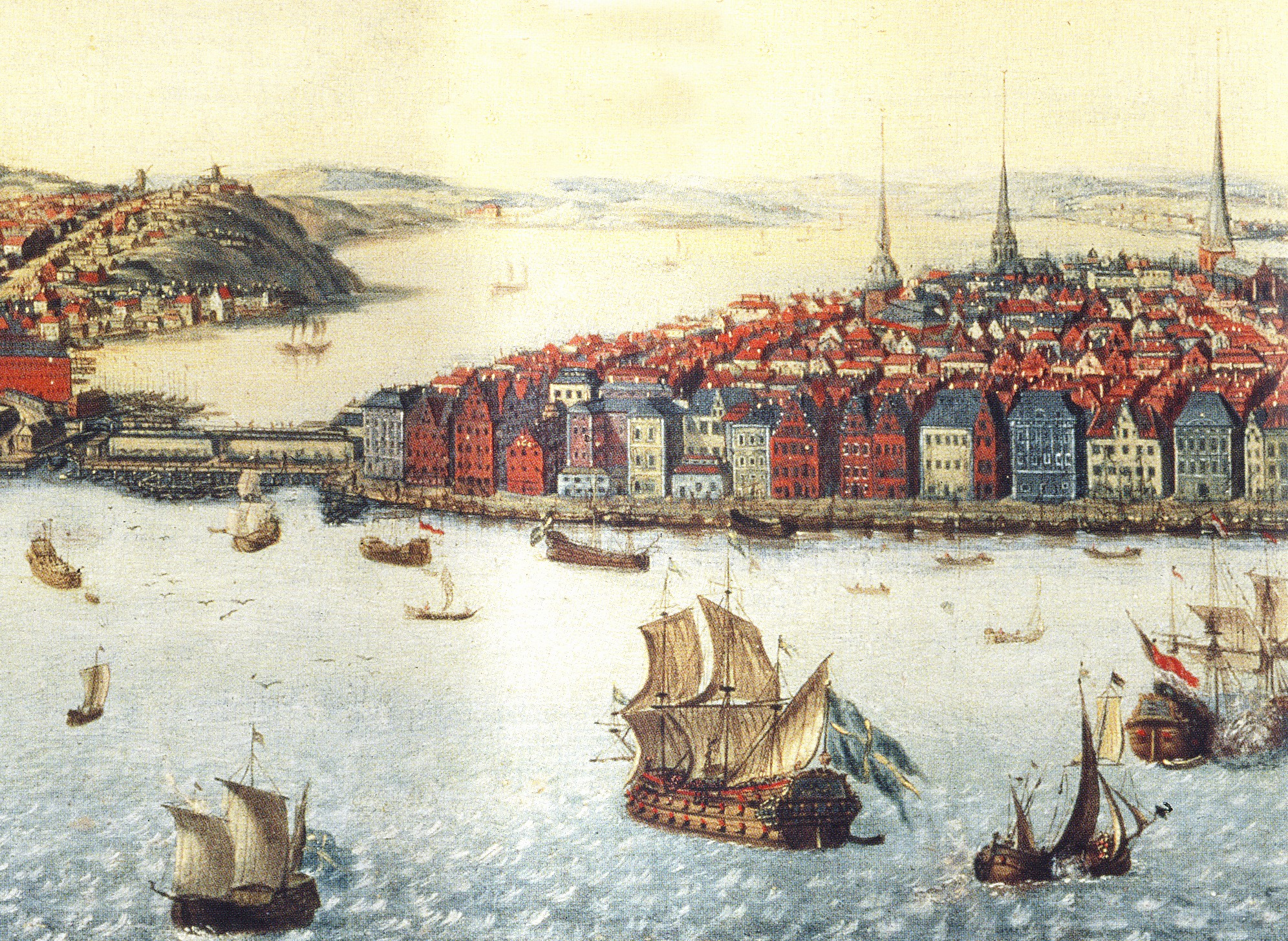
Skeppsbron kring 1690.

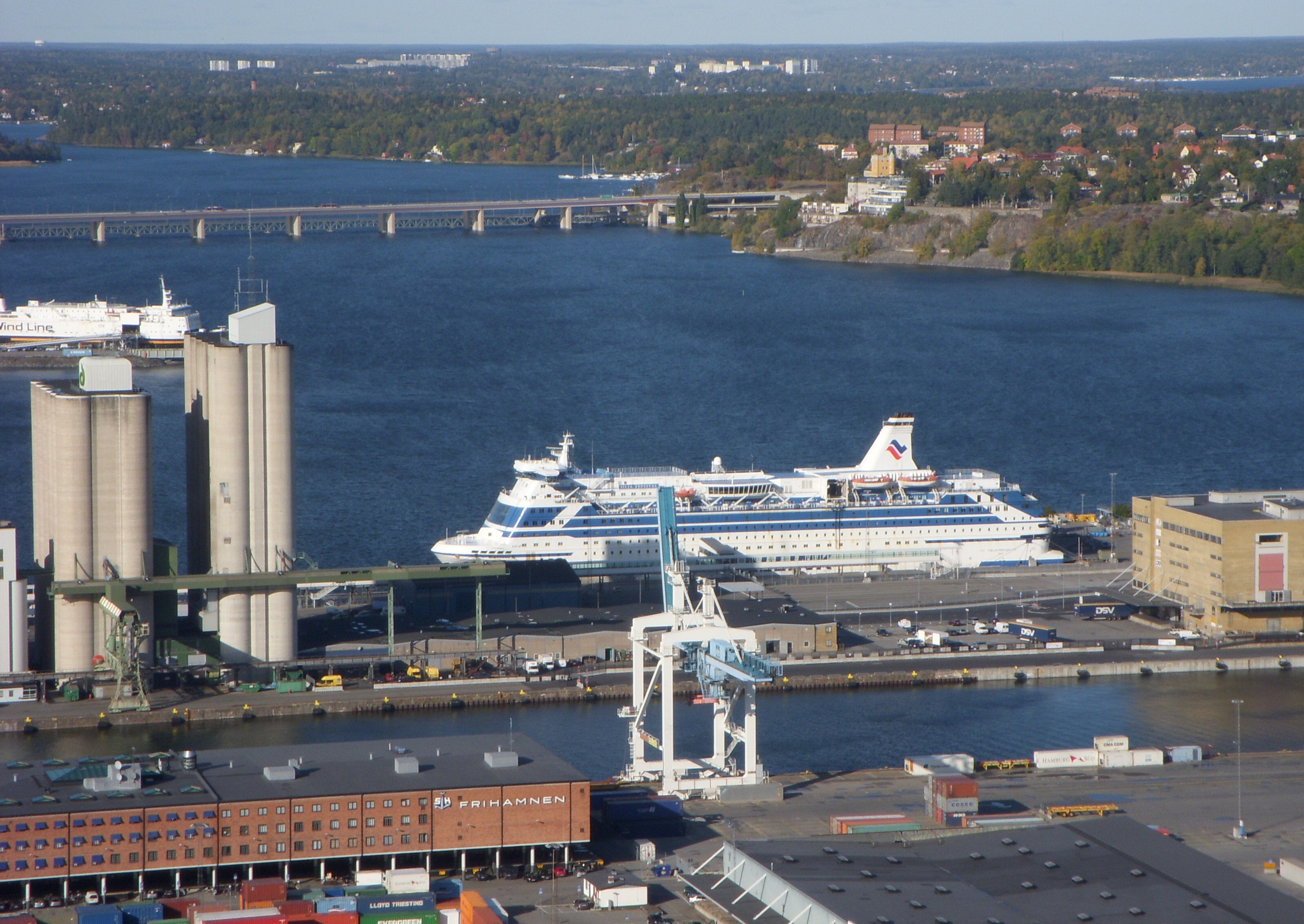
Stockholms frihamn 2009.

Genom Stockholms läge på gränsen mellan Mälaren och Östersjön var staden i alla tider en sjöfarts-, hamn- och varvsstad. På medeltiden var sjöfarten i samband med Hansan betydelsefull för att Stockholm växte fram som rikets ledande stad. På 1670-talet fanns 28 stora skepp registrerade i staden, jämfört med 22 skepp totalt i övriga svenska städer som hade rätt att bedriva utrikeshandel.
Sverige dominerade under en stor del av 1700-talet världshandeln med järn och tjära och handeln gick huvudsakligen via Stockholm. Stockholms handelsflotta ökade från 100 skepp år 1723 till 685 skepp år 1800, vilket utgjorde över 40 procent av hela rikets handelsflotta.
Under 1800-talets första hälft försköts utrikeshandeln allt mer från Östersjön mot Nordsjön. Göteborgs betydelse som en svensk import- och exporthamn ökade medan Stockholms hamns andel av Sveriges utrikeshandel sjönk. På 1860-talet blev Göteborg landets största exporthamn. År 1909 grundades Stockholms hamnstyrelse med ansvar för hamnens drift och investeringar. Styrelsen beslöt att bygga ut befintliga hamnar och anlägga nya, bland dem Stockholms frihamn som startade sin verksamhet 1919.
I takt med att godstrafiken via Stockholms hamnar minskade efter 1960-talet ökade samtidigt kryssningstrafiken, främst på Finland och efter Sovjetunionens fall även på Baltikum. År 2009 öppnades en ny kryssningsterminal på Frihamspiren i Frihamnen som i framtiden tillsammans med Värtahamnen och Stadsgårdshamnen kommer att svara för Stockholms internationella sjöfart. På sikt kommer godshanteringen att avvecklas i frihamnsområdet och flytta ut till Norvikudden vid Nynäshamn.
Det kommunala bolaget Stockholms Hamnar har uppdraget att främja sjöfarten och säkra Stockholmsregionens varuförsörjning medan Stockholms läns landstinget har huvudansvaret för året-runt-trafiken i Stockholms skärgård (från Arholma till Landsort) genom det helägda bolaget Waxholmsbolaget.
I slutet av 1800-talet hade Stockholm flera stora stadsnära varv, bland dem fanns Stockholms örlogsvarv, Södra varvet, Ekensbergs Varv och Finnboda varv, av dessa finns idag inga kvar, bortsett från ett reparationsvarv på Beckholmen.

## Medeltiden

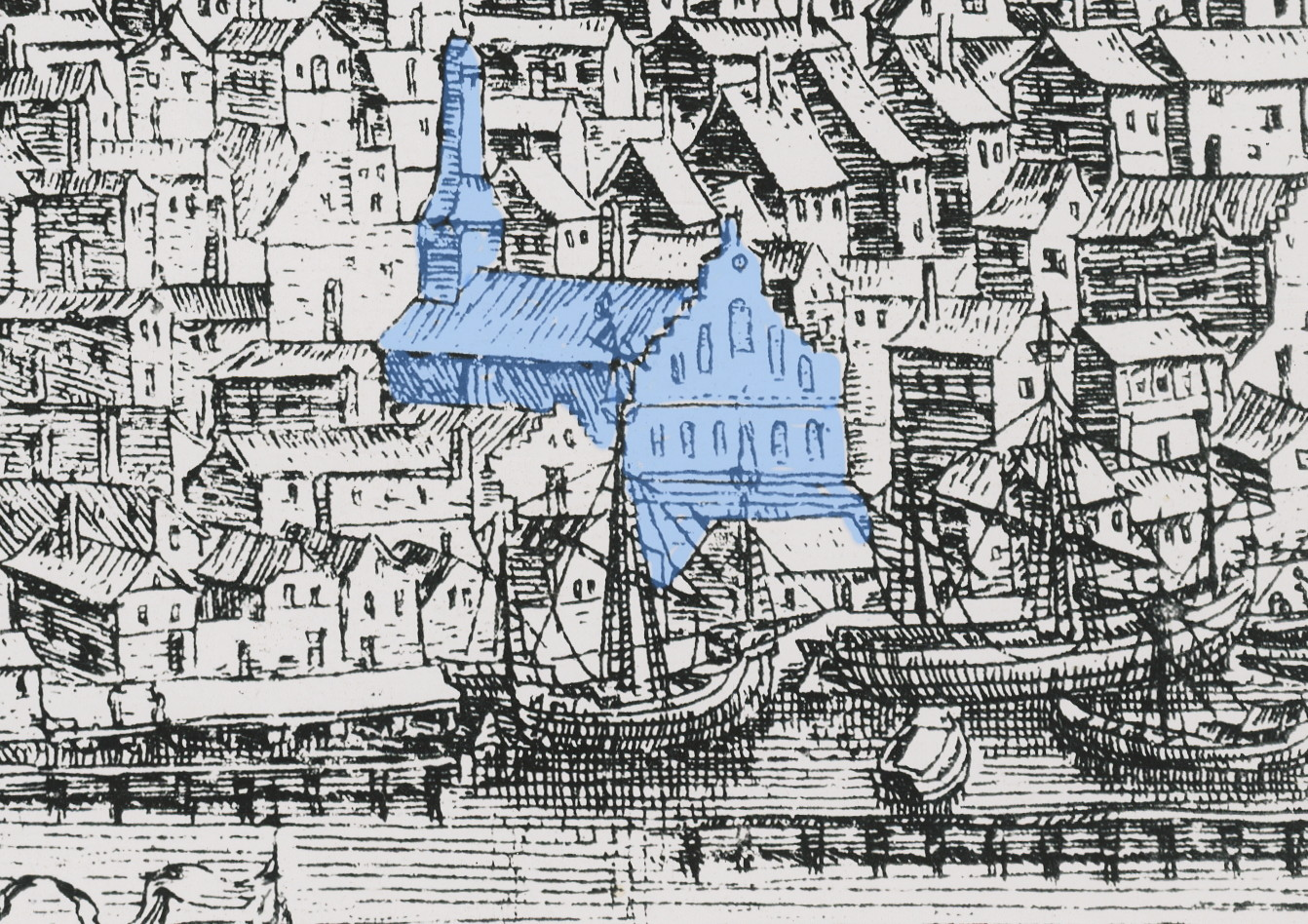
Kogghamn och några koggar ca 1560 enligt Frans Hogenberg. Den höga byggnaden med klocktorn (markerad med blått) var Stadens våghus.

Kring år 1250 slöt Birger jarl en handelstraktat med Lübeck, och en med Hamburg 1261. Avtalen innebar att tyska affärsmän kunde verka i Stockholm på gynnsamma villkor (bland annat tullfrihet) mot att de följde svensk lag. Tyskar kom att spela en viktig roll framförallt inom den långväga handeln och som hantverkare. Bland stadens ämbetsmän fanns också hamnfogdar som upprätthöll ordningen i hamnen. På 1400-talet organiserades dragarlag (efter tyska tragen) i Stockholm som såg till att varor bars från och till fartygen.
Under medeltiden hade Stadsholmen (Gamla stan) två viktiga hamnar. Båda låg på Stadsholmens södra del. Mot väst fanns Kornhamn för sjötrafik till och  från Mälaren. Mot öst fanns Kogghamn, som var den  internationella hamnen, där de stora koggarna lade till under Hansetiden. De varor som importerades till Stockholm utgjordes bland annat av salt, kryddor, olja, öl, vin, lergods, dyrbara tyger och kläder. Innan varorna kunde föras in till staden och kunderna måste de förtullas. Exporten bestod huvudsakligen av koppar och järn från Bergslagen samt hudar, pälsverk, torkad/saltad fisk och smör. Nästan inga varor producerades i själva Stockholm.
Lite längre norrut på Stadsholmens östra sida fanns dessutom "Allmänningsbron" som var en angöringsplats för Fiskartorget. Torget var en livlig handelsplats för produkter från Stockholms skärgård. Efter en brand år 1525 bebyggdes området och torget försvann.

## Stormaktstiden

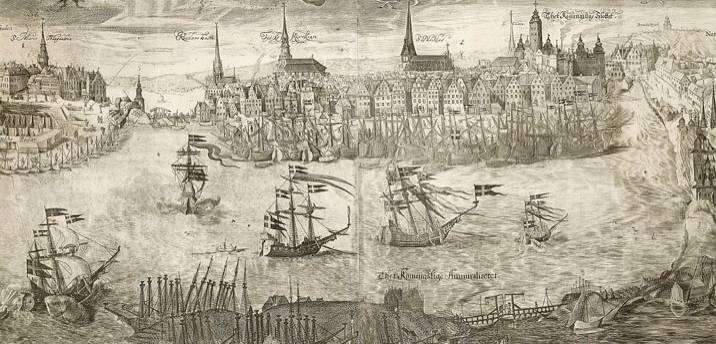
Utsikt över Stockholm från öster, gjord till drottning Kristinas kröning 1650.

Under 1600-talet och stormaktstiden ökade Stockholms roll som sjöfarts- och hamnstad. Sedan Hansan hade förlorat sin ledande ställning i Nordeuropas politik och ekonomi blev invandrande holländare viktiga för Sveriges utrikeshandel. Amsterdam blev den främsta handelsparten, men handeln med Lübeck och Danzig expanderade också. Genom rikskansler Axel Oxenstiernas agerande gynnades Stockholms handel. Staten sökte även förhindra att exporten från Mälarlandskapen och Bergslagen gick över andra städer än Stockholm. Två tredjedelar av landets export och import gick under 1600-talet över Stockholm och stadens stora handelsplats var Skeppsbron.
Kronans stora varv låg på norra Blasieholmen (jmf. avsnitt "Varvsnäring"). Där byggdes bland annat regalskeppet Vasa åren 1626-1628. Det skulle bli svenska marinens stolthet men fartyget var felkonstruerad. Undervattenskroppen var för liten och barlasten otillräcklig i förhållande till rigg, kanoner och övervattensskrov. På sin jungfruresa kantrade och sjönk det söder om Beckholmen den 10 augusti 1628. Vasa bärgades 1961 och räknas numera som en av Stockholms största turistattraktioner. År 2017 besökte 1 495 760 personer Vasamuseet.
År 1634 bildades det så kallade amiralitetskollegiet då marinstaben flyttade ut från nuvarande Blasieholmen till Skeppsholmen som blev Stockholms örlogsbas.  År 1635 infördes liberalare bestämmelser för utlänningars handelsverksamhet i Stockholm vilket förde med sig att fler utländska köpmän kom till staden. Vid den tiden ägde Stockholms borgerskap inget fartyg som dög för utrikes fart. Redan 35 år senare fanns 28 stora skepp registrerade i staden, jämfört med 22 skepp totalt i övriga svenska städer som hade rätt att bedriva utrikeshandel. År 1662 inrättades en styrmansskola i Stockholm som var landets första navigationsskola (jmf. Navigationsskolan, Stockholm). Rodderskor började på 1600-talet svara för kollektivtrafiken till sjöss.

## Upplysningstiden

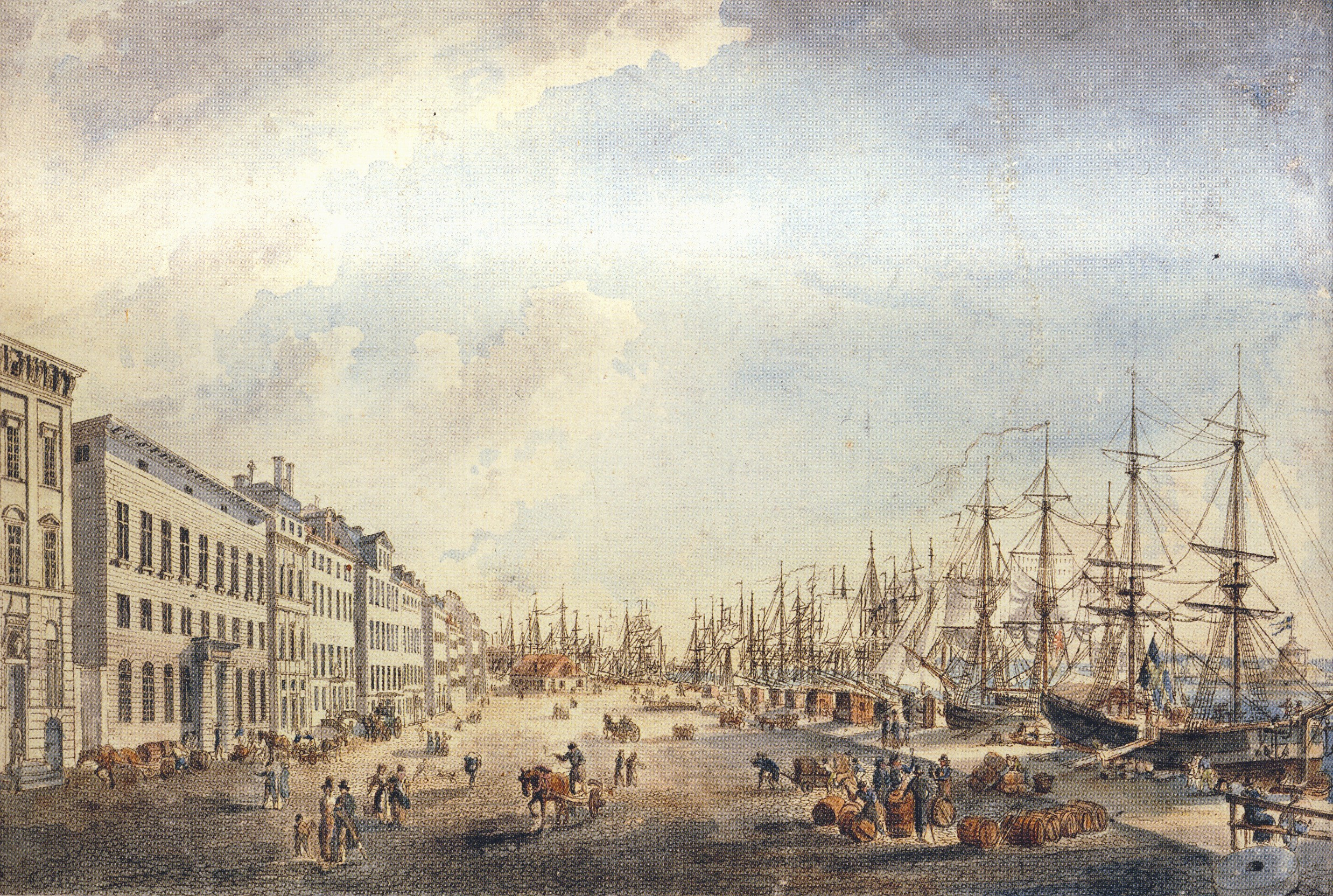
Skeppsbron, vy not norr 1790.

I mitten av 1700-talet och upplysningstiden inleddes en stagnationsperiod i stadens ekonomi som skulle vara till mitten av 1800-talet. Flera statliga privilegier som hade gynnat Stockholms näringsliv avskaffades 1765, bland annat det bottniska handelstvånget. Förmögna grosshandlare, den så kallade Skeppsbroadeln kunde dock behålla sin dominerande ställning i Stockholms affärsliv in på 1800-talet. Bland dem fanns flera betydande "Skeppsbrodynastier"; Hebbe, ursprungligen från Greifswald och Küsel invandrad från Lübeck, dessutom familjerna Tottie och Arfwedson med det framgångsrika handelshuset Tottie & Arfwedson. Alla hade sina företag i byggnaderna längs Skeppsbron och längre in i gränderna fanns stora magasin uppförda i sten.
För att få plats för de exportvaror som lastades ombord på fartygen hade Skeppsbrons kajer breddads gång på gång och stensatts. Skeppsbrohamnen var en så kallad djuphamn, där fartygen kunde lägga till direkt. Sverige dominerade under en stor del av 1700-talet världshandeln med stångjärn. Vid Järntorget på södra Stadsholmen skedde vägning och omlastning av stångjärn. En annan stor exportprodukt var trätjära som tillverkades sedan 1680-talet i becksjuderier (där tjära destillerades till beck) på Beckholmen. Stockholm hade i stort sett monopol på beck i Europa.
Stockholms handelsflotta ökade från 100 skepp år 1723 till 685 skepp år 1800, vilket utgjorde över 40 procent av hela rikets handelsflotta. Sverige dominerade under en stor del av 1700-talet världshandeln med järn och tjära och handeln gick huvudsakligen via Stockholm.

## Den industriella revolutionen

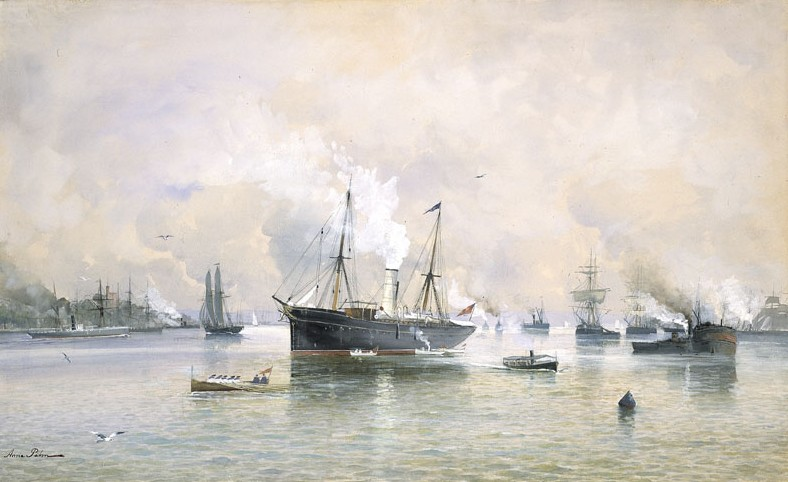
Ångfartyg på Stockholms ström, 1890-tal. Målning av Anna Palm de Rosa.

Under 1800-talets första hälft försköts utrikeshandeln allt mer från Östersjön mot Nordsjön. Göteborgs betydelse som en svensk import- och exporthamn ökade medan Stockholms hamns andel av Sveriges utrikeshandel sjönk. Kring 1850 var exportandelen 40 procent och importandelen 30 procent. På 1860-talet blev Göteborg landets största exporthamn.
I och med uppfinningen av ångmaskinen tog Stockholms sjöfart de första stegen in i den industriella revolutionen. I augusti 1818 startade ångtrafik på Drottningholms slott. År 1821 fick Stockholm reguljära ångbåtsförbindelser till flera städer runt Mälaren och 1828 inrättades en ångbåtshamn för Mälartrafiken på Riddarholmen som länge var landets största. Förutom passagerartrafik var införseln av lantbruksprodukter en viktig del i verksamheten.
Under 1830-talet fick Stockholm förbindelser som gick längs hela ostkusten och till Göteborg via Göta kanal, som öppnades 1832. I slutet av 1830-talet startades reguljär skärgårdstrafik. 1836 inrättades den första fasta ångslupslinjen mellan Skeppsbron och Djurgården.
Vid 1800-talets mitt grundades i Stockholm två stora rederier; Nordström & Thulin (1850) och Stockholms Rederi Svea (1871). Samtidigt med ångtrafikens genombrott minskade den transoceana direkttrafiken från Stockholm, den trafiken sköttes nu av hamnar i bland annat Holland och Tyskland. Stadens hamnar byggdes ut och nya anlades under 1800-talets andra hälft. Skeppsbrons hamnverksamhet förflyttades mer och mer till Stadsgårdshamnen och 1879 startade bygget av Värtahamnen.
År 1909 fick Stockholm en hamnstyrelse med ansvar för hamnens drift och investeringar. Styrelsen beslöt att bygga ut befintliga hamnar och anlägga nya. Stadsgårdshamnen byggdes vidare österut och stod klar 1916. Stockholms frihamn öppnade som ett provisorium 1919 och byggdes ut ända fram till 1970-talet, då containerhamnen stod klar. Hammarbyhamnen anlades när Hammarby sjö sänktes och Hammarbyleden öppnade 1926. Leden invigdes 1930 och kom att förbättra trafiken mellan Mälaren och Östersjön på ett betydande sätt som innan dess hade gått via Nils Ericsons sluss.

## 1900-talet till nutid

Stockholms frihamn, fartyg och kranar 1945.

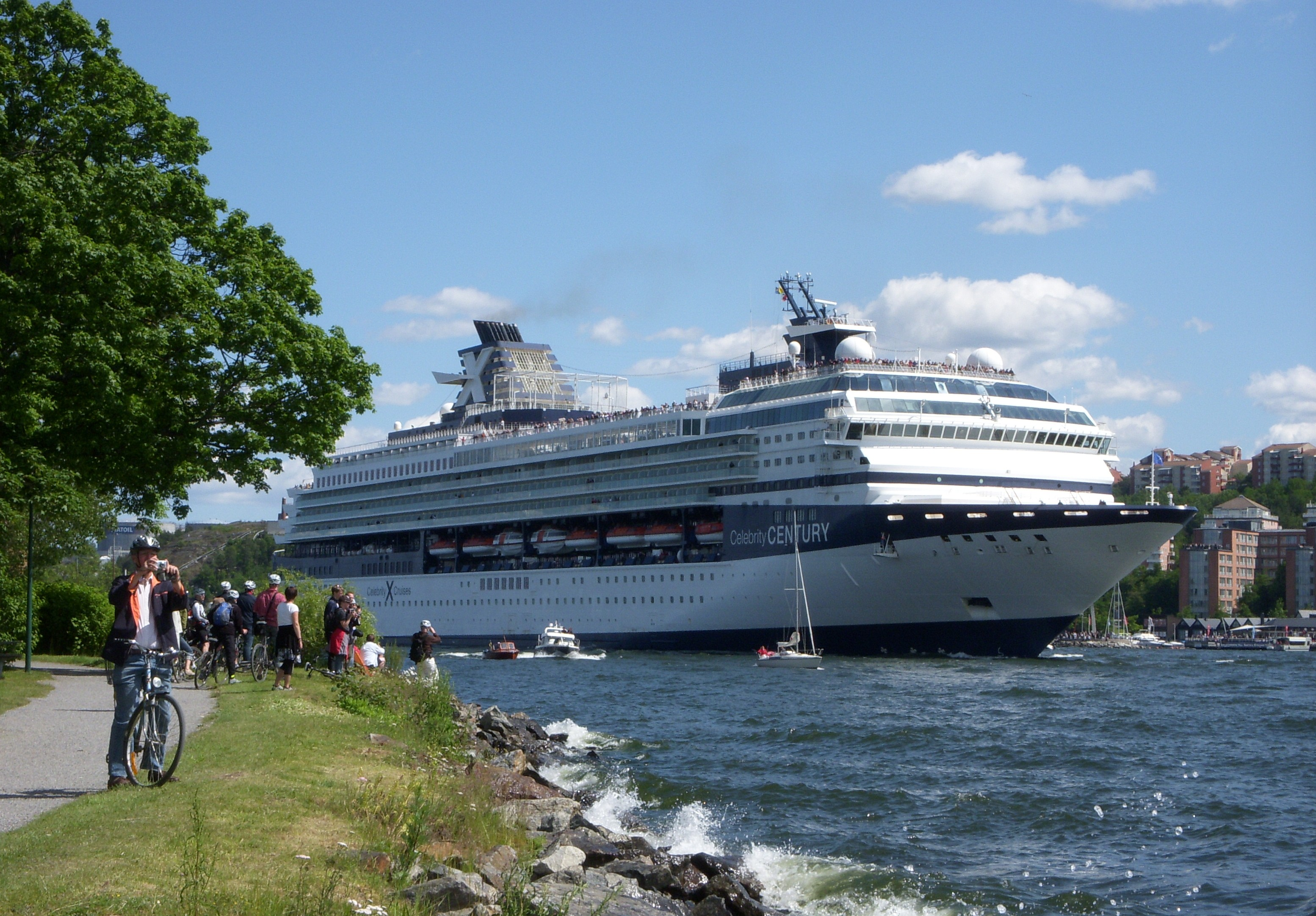
Ett kryssningsfartyg i Stockholms inlopp 2009.

Under 1900-talets första hälft var Stockholms hamns andel av Sveriges utrikeshandel relativt konstant  med 10 procent av exporten och 30 procent av importen. Tre fjärdedelar av varutillförseln till Stockholm kom sjövägen. Stockholm blev  en omlastningshamn för handeln på Finland, Ryssland och Baltikum. På 1930-talet förlorade Stockholm positionen som största hamnstad totalt sett och passerades av Göteborg.
En viktig nyhet var när Axel Johnson 1904 öppnade La Plata-linjen till Argentina, den första transoceana ångfartygslinjen på Stockholm. Sedan skulle flera rederier öppna ång- och motorfartygslinjer till alla världsdelar. Två andra framgångsrika redare var Sven Salén (Salénrederierna AB) och Olof Wallenius (Walleniusrederierna).
En av de största aktörerna inom bogserings- och pråmtrafiken var Stockholms Transport- och Bogseringsaktiebolag (T & B). Företaget grundades 1870 och blev störst i Norden med tidvis 53 bogserbåtar och 302 pråmar. År 1976 uppgick T & B i Röda Bolaget AB i Göteborg.
Under mellankrigstiden drabbades Mälartrafiken av kris på grund av bilismens genombrott. Andra världskriget innebar en sista blomstringstid för trafiken. Under senare decennier har dock den gamla person- och godstrafiken ersatts av turisttrafiken. Alltsedan 1903 går ångfartyget S/S Mariefred oavbrutet på traden Stockholm-Mariefred.
Frihamnens blomstringstid inträffade under 1950-talet. Den blev hamn för transocean styckegodstrafik samt trafiken på Medelhavet och Svarta havet. Frihamnen blev Stockholms lagringshamn med stora magasin och många kranar. Här fanns kyl- och frysutrymmen samt spannmålsmagasin. För att möta den i slutet av 1960-talet inledda internationella transporthanteringen med containrar byggdes 1971 en containerhamn i anslutning till Frihamnen.
I tak med att godstrafiken via Stockholms hamnar minskade ökade samtidigt kryssningstrafiken, främst på Finland. Terminaler för Silja Line öppnade i Värtahamnen 1966 och för Viking Line i  Tegelviken 1973. I mitten på 1990-talet upphörde frihamnsfunktionen eftersom EU-anslutningen innebar att den mesta trafiken på Stockholm kom från ett gemensamt frihandelsområde. År 2009 öppnades en ny kryssningsterminal på Frihamspiren i Frihamnen. På sikt kommer godshanteringen avvecklas i frihamnsområdet och flytta ut till Norvikudden vid Nynäshamn, även oljehamnen på Loudden kommer att  avvecklas.
Idag (2010) passerar varje år över tolv miljoner passagerare och nio miljoner ton gods huvudstadens hamnar. 2009 kom 274 kryssningsfartyg med 430 000 passagerare till staden. För 2011 räknar Stockholms hamnar med att 300 kryssningsfartyg skall lägga till i stadens hamnar.

### Kollektivtrafik till sjöss

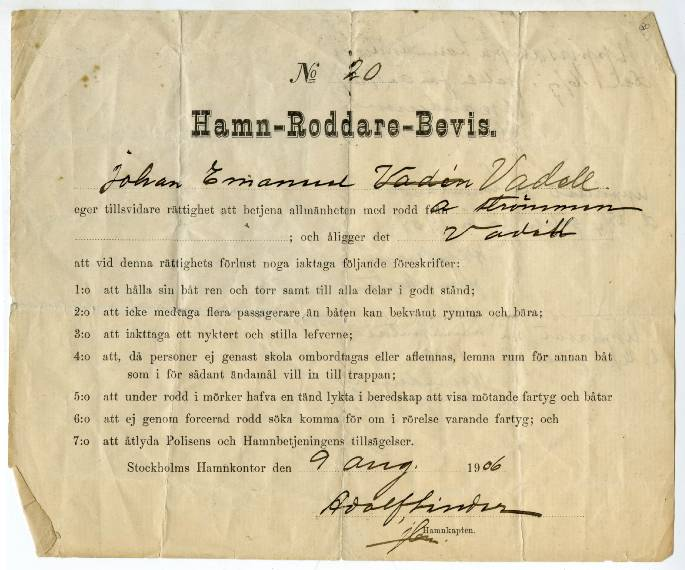
Ett "Hamn-Roddare-Bevis" från 1906.

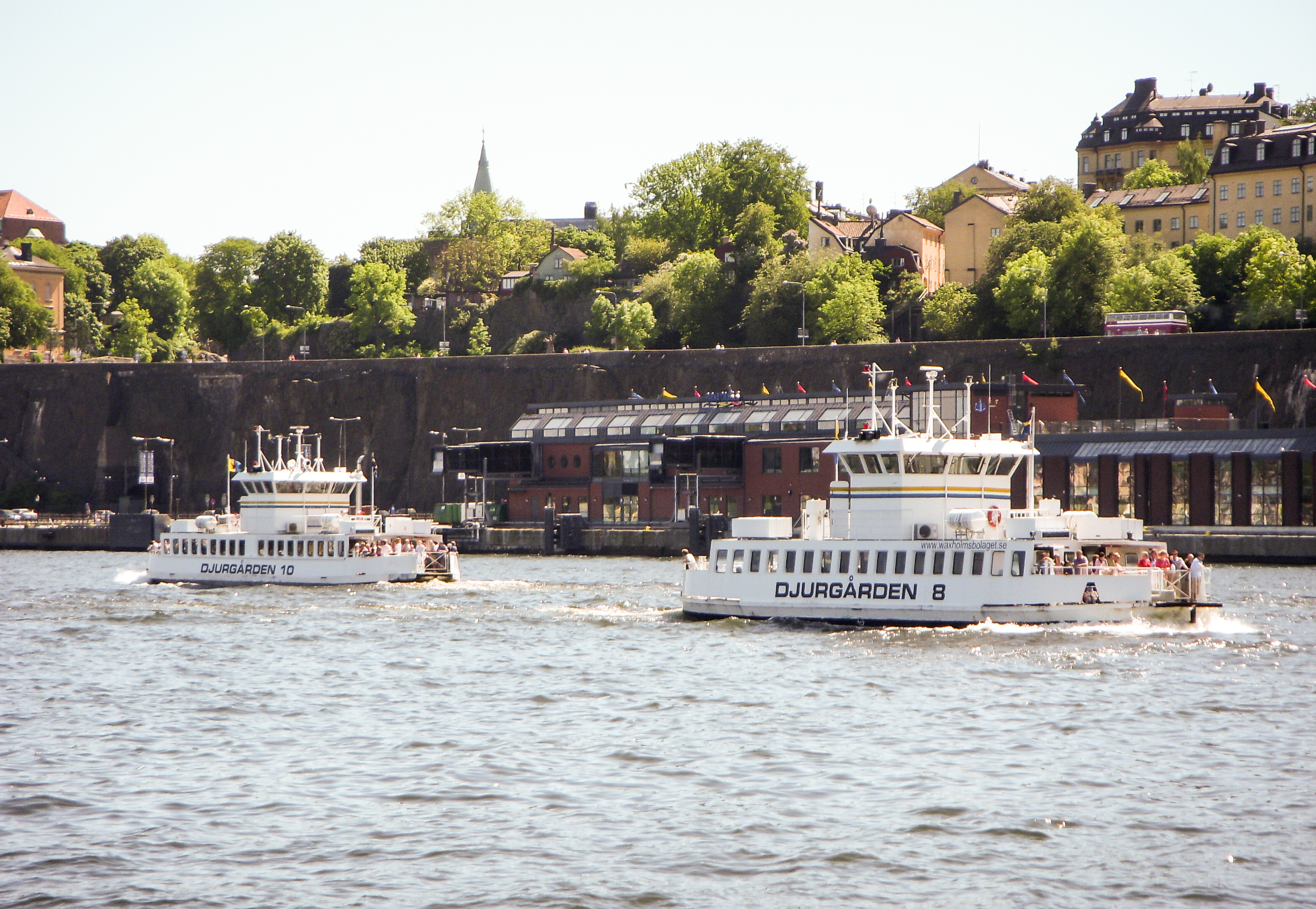
Djurgårdsfärjan 8 och 10 på Saltsjön.

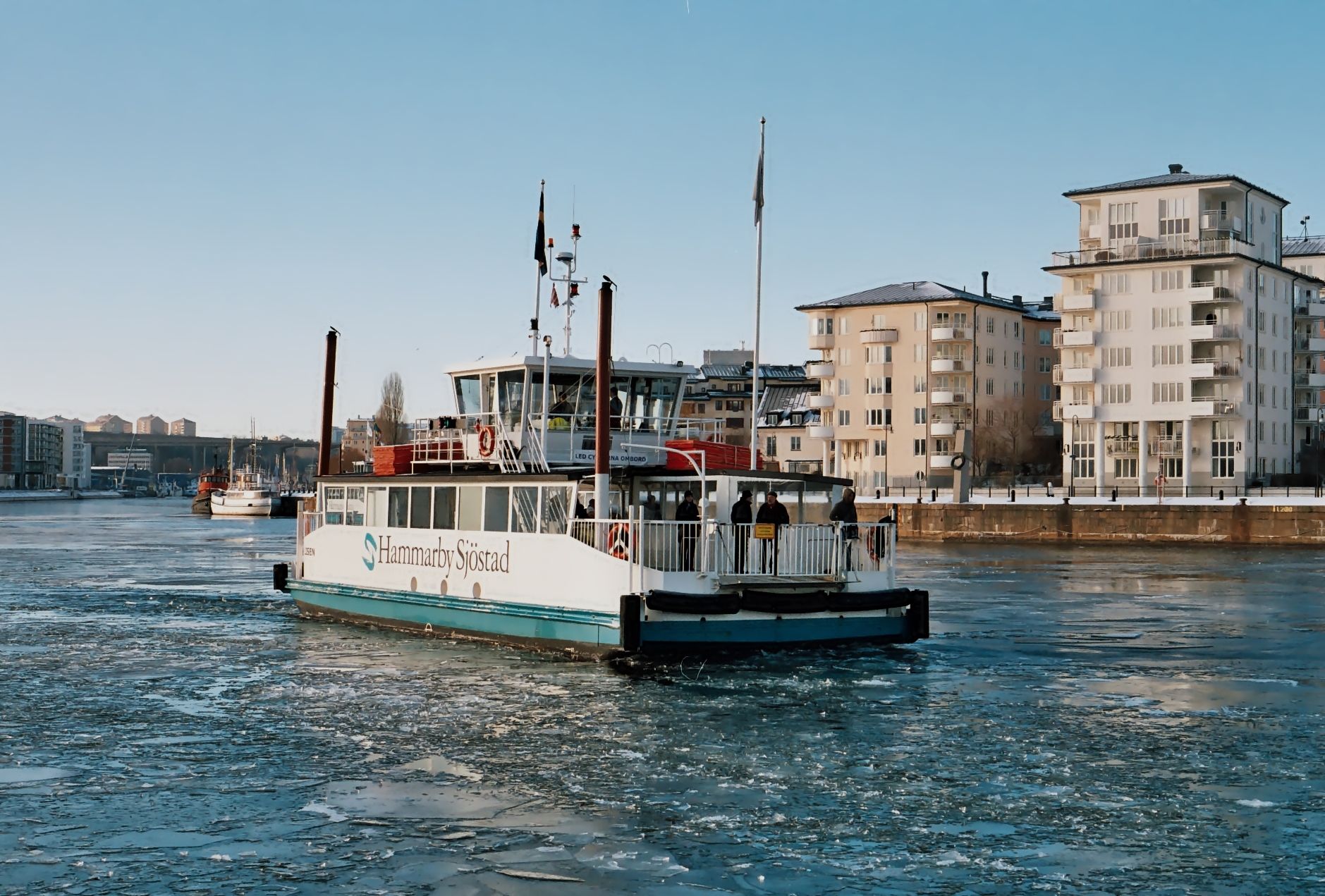
M/S Lisen går mellan Hammarby sjöstad, Södermalm och Henriksdalshamnen.

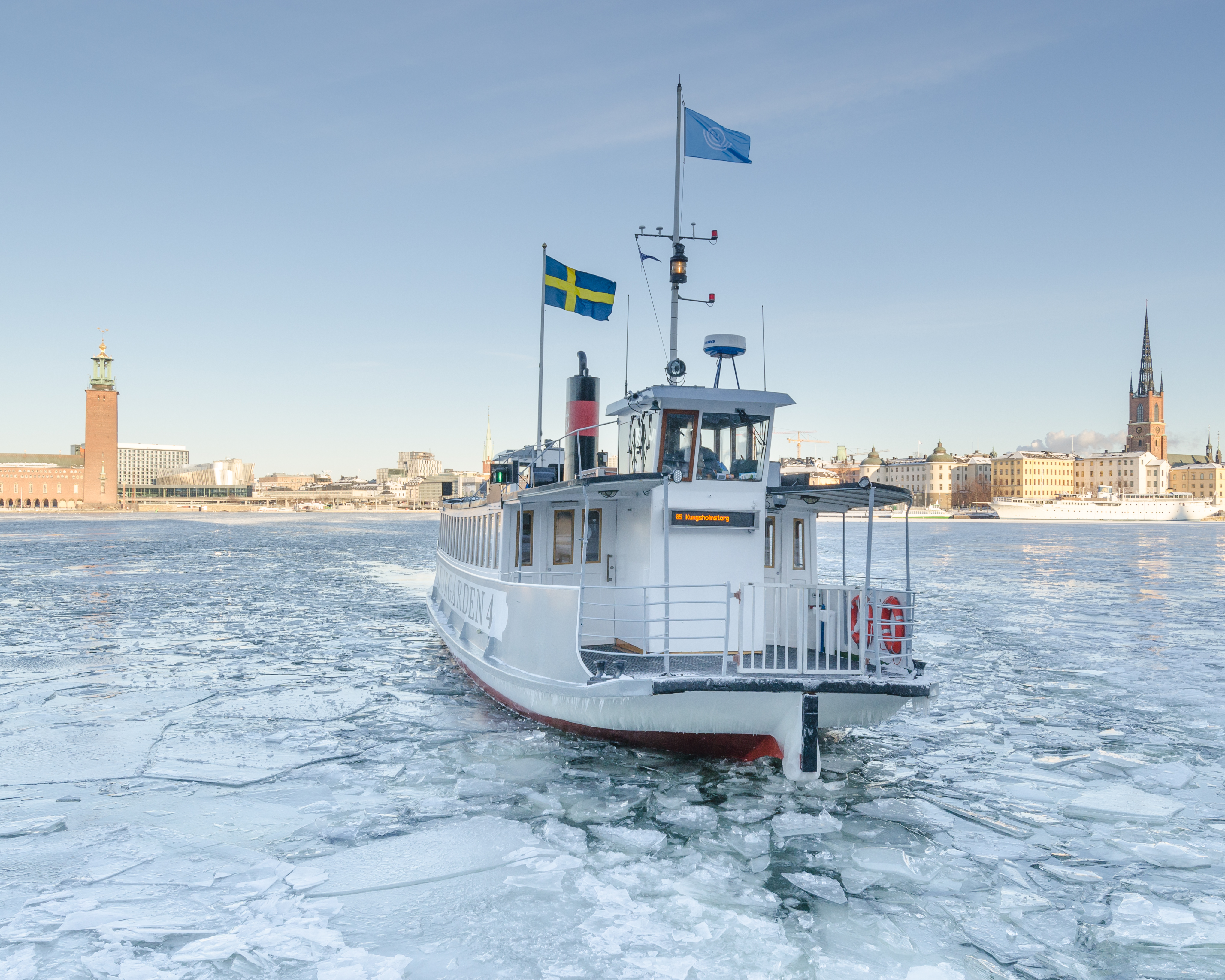
Linje 85 (Riddarfjärdslinjen) som invigdes 2016.

Som tidigare nämndes svarade från 1600-talet och framåt rodderskor (ofta kallade roddarmadammer) för kollektivtrafiken till sjöss. Det var kvinnor som ägde och rodde båtarna, ofta fattiga arbetarhustrur och änkor som fått tillstånd för denna verksamhet av sociala skäl. Ursprungligen bestod roddtrafiken av så kallad passrodd vilket betydde att roddbåtarna låg vid bestämda bryggor och rodde dit kunderna ville. Verksamheten fanns fortfarande kvar en bit in i 1900-talet. Då utfärdades ett "Hamn-Roddare-Bevis" med en del förhållningsreglar, bland annat förskrevs "att iakttaga ett nyktert och stilla lefvende" och "att åtlyda Polisens och Hamnbetjentens tillsägelser".
I samband med Stockholmsutställningen 1897 fick ångfärjor sitt genombrott. Det dominerande lokaltrafikbolaget på Saltsjön och Mälaren blev Stockholms Ångslups AB, bildat 1863 genom sammanslagning av flera mindre bolag. Även andra bolag drev trafik på vissa linjer. AGA körde åren 1916-1965 fartyg för sin personal från Slussen och Tegelviken till fabriken på Lidingö. Järnvägs AB Stockholm-Saltsjön, som drev Saltsjöbanan, körde färjor till ändstationen på Stadsgården innan stationen flyttades till Slussen på 1930-talet. Mariahissen uppfördes för att förbinda Mariaberget med Riddarfjärdens södra strand, där ångsluparna gick i skytteltrafik till Riddarholmen. Tre tusen personer brukade ta den här vägen varje dag.
Under 1920-talet inleddes nedgången för den sjöburna kollektivtrafiken som övertogs av spårvagnar, bussar och senare av tunnelbanan. Successivt försvann linje efter linje och kvar blev trafiken med Djurgårdsfärjorna mellan Slussen och Allmänna gränd på Djurgården, som drivs av kommunalägda Waxholmsbolaget och ingår i Stockholms kollektivtrafik. Under senare år har några privata linjer etablerats från Nybroviken, dels till Hammarby sjöstad (som också har en linje över Hammarby sjö), dels till Nacka och Lidingö.

Det finns dock initiativ att återinföra kollektivtrafik till sjöss i större omfattning än idag. Kommunerna i Stockholms län ser ofta möjligheterna med båtlinjer. Ansvaret för kollektivtrafiken i länet ligger dock hos Stockholms läns landsting och där jämför politiker och tjänstemän kostnader och resandeunderlag med andra färdmedel som buss och pendeltåg. Båttrafiken klarar inte alltid en sådan jämförelse. Trots det finns enstaka framgångar, som exempelvis färjan mellan Hammarby sjöstad och Södermalm. Ett projekt med tre sjöbussar som skulle drivas med biogas och trafikera en rundlinje mellan Stockholms innerstad och ett antal sjönära bostadsområden som Hammarby sjöstad och Nacka strand blev för dyrt och genomfördes aldrig.
I SL linjenät ingår förutom Djurgårdsfärjorna två pendelbåtslinjer där ordinarie SL-biljetter gäller. Sjövägen som går mellan Nybroplan och Frihamnen via bland annat Nacka och Lidingö samt Riddarfjärdslinjen (linje 85) som trafikerar Riddarfjärden och binder samman Kungsholmen med Södermalm.

### Ansvarsområden
I Stockholm är det Stockholms Hamnar (ett kommunalt bolag) som har uppdraget att främja sjöfarten och säkra Stockholmsregionens varuförsörjning. Stockholms läns landstinget har huvudansvaret för året-runt-trafiken i Stockholms skärgård (från Arholma till Landsort) genom det helägda bolaget Waxholmsbolaget. Rederiet har delvis egna fartyg men köper även in tjänster från lokala rederier. Deras Djurgårdsfärjor är ett välkänt inslag i Stockholms stadsbild. Sammanlagt har skärgårdstrafiken cirka 1,8 miljoner passagerare per år medan hamntrafiken med Djurgårdsfärjan har cirka 2,5 miljoner passagerare per år. Dessutom finns det många nöjes- och charterrederier, det mest kända är det så kallade Strömma Kanalbolaget.

## Varvsnäring

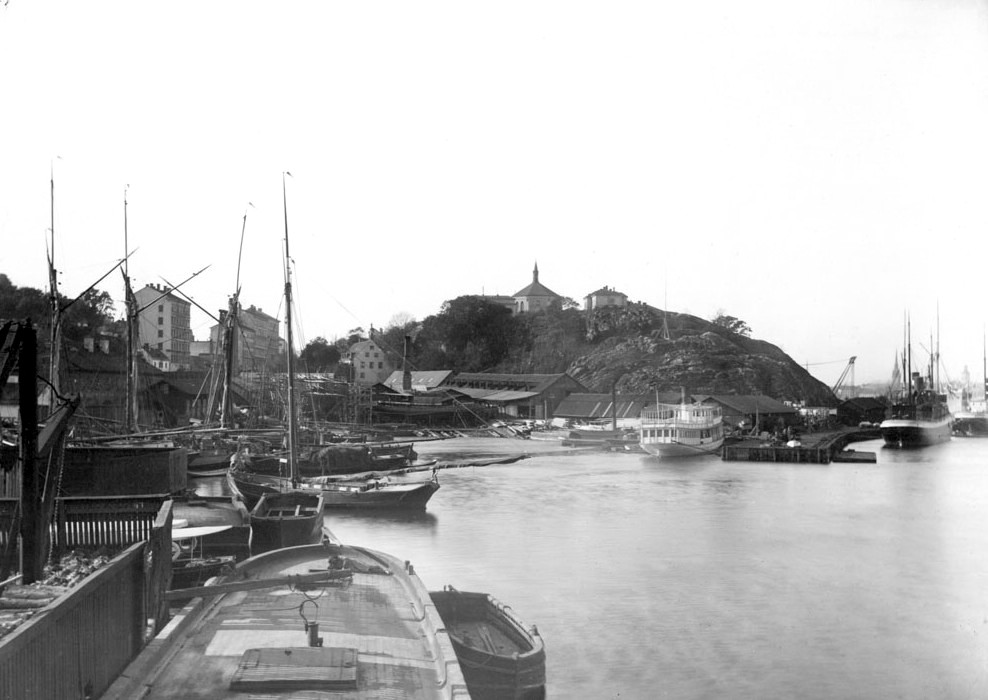
Södra varvet, 1880.

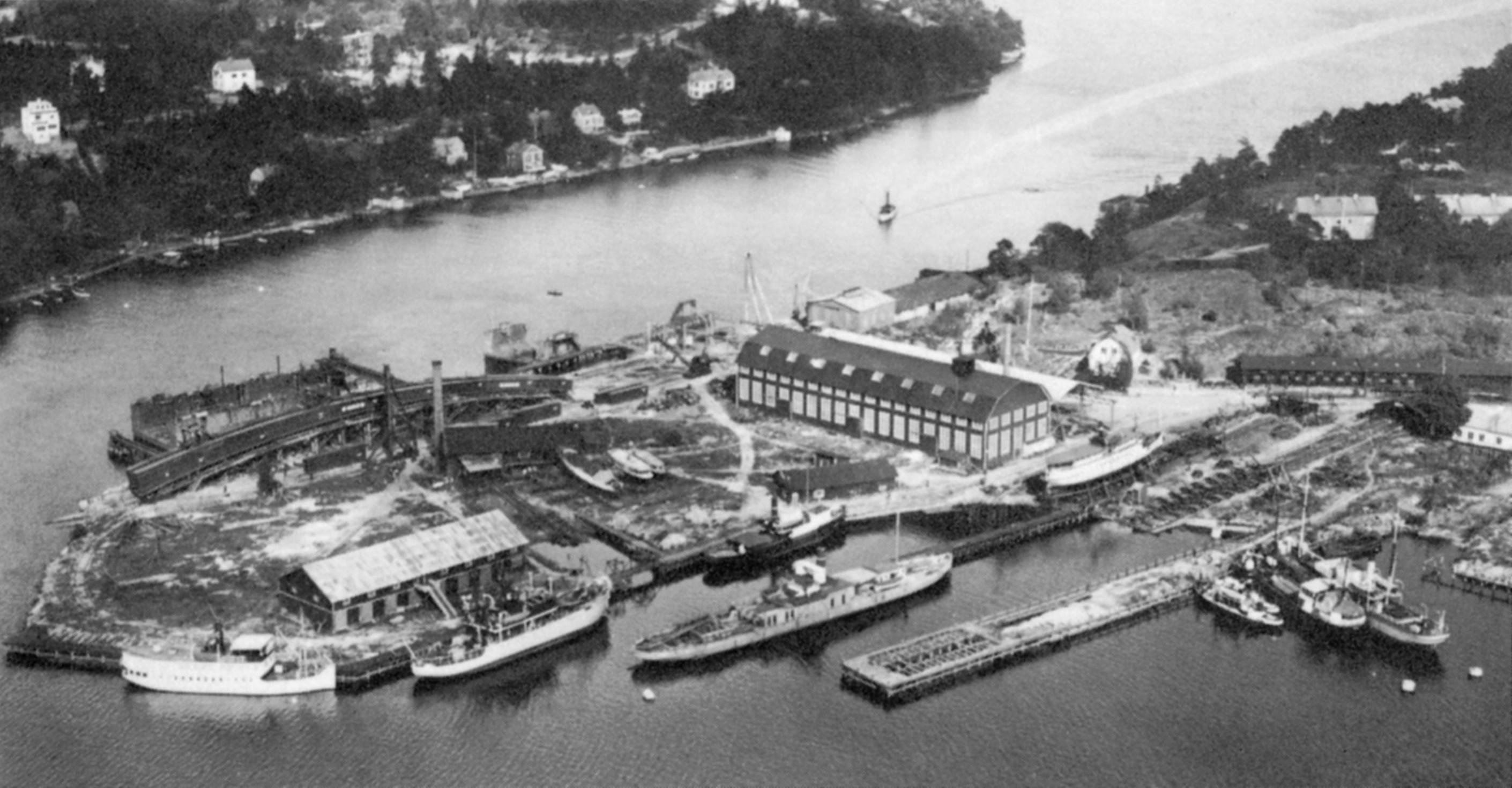
Ekensbergs varv, 1930-tal.

I slutet av 1800-talet hade Stockholm flera stadsnära varv. Av dessa finns idag inga kvar, bortsett från ett reparationsvarv på Beckholmen. Trakten kring Djurgårdsvarvet är ett historiskt varvsområde söder om Djurgårdsstaden som ingår i Stockholms sjögård. Varvet grundades 1735 och var verksamt fram till 1979 men har därefter fått förfalla. För närvarande (2010) pågår sanering och upprustning av både Djurgårdsvarvet och de gamla anläggningarna på Beckholmen, målet är att skapa ett marinkulturellt centrum. Initiativtagare är Djurgårdsförvaltningen. Efter en omfattande renovering kommer varvet att bli ett centrum för renoveringar och underhåll av klassiska träbåtar.
Varvet som var längst tid i drift var Mälarvarvet beläget vid Långholmens sydöstra sida, här fanns varvsverksamhet från 1680-talet till år 2007. Ett annat varv med gamla anor var Stockholms stora skeppsvarv även kallad Södra varvet som grundades 1687. Det hade sin verksamhet i nuvarande Tegelviken under varierande former i mer än 200 år och var stadens största varv. Den 16 januari  1907 skedde Södra varvets sista stapellöpning med fartyget Lidingöfärjan 1. Ännu äldre var Stockholms örlogsvarv som började anläggas på 1640-talet på Skeppsholmen. År 1969 lades varvet ned och verksamheten flyttades till Muskö.
Ekensbergs Varv var en varvsindustri i stadsdelen Gröndal, belägen på halvön mellan Mörtviken och Essingesundet i Mälaren. Varvet anlades 1873 av Stockholms Transport- och Bogseringsaktiebolaget, ursprungligen för sina egna behov, verksamheten upphörde 1973. År 1955 gjordes ett rekordbygge med kylfartyget M/S San Blas på 5625 Dwt som levererades till Rederi AB Jamaica (rederiet ingick i Salénrederierna). Detta var det hittills största fartyg som någonsin byggts vid ett Stockholmsvarv.
Sätra varv var ytterligare ett varv vid Mälaren (i nuvarande Sätra). Det var ett fartygs- och reparationsvarv för "större och mindre segelfartyg och pråmar" som existerade mellan 1878 och 1935. Sätra varv hade sin högsta arbetsstyrka med över 40 man 1919, då färdigställdes även bogserbåtsbygget S/S Tebe som byggdes i samverkan med Ekensbergs varv. Idag påminner fundamentrester och väl bevarade arbetarbostäder om den tidigare varvsverksamheten.
Verksamheten på Bergsunds Mekaniska Verkstad vid norrsidan av Liljeholmsviken startade 1769. Utöver varvsverksamheten var även tillverkning av gjutjärnsbroar en viktig verksamhet för företaget. I början av 1900-talet investerades också för produktion av råoljemotorer. 1929 revs samtliga byggnader och bostäder byggdes på platsen.
Finnboda varv grundades av Bergsunds Mekaniska Verkstad år 1878. Anledning var att fartygen som byggdes och reparerades i verkstaden vid Liljeholmsviken blivit så stora att de inte längre kunde slussas igenom vid Nils Ericsons sluss ut till Saltsjön. Under följande år fram till sekelskiftet 1900 kom varvet att utvecklas till ett av landets största, endast överträffat av Götaverken i Göteborg. 1916 köpte Stockholms Rederi AB Svea Finnboda och ombildade varvet till ett självständigt bolag; AB Finnboda Varf. Den 11 juni 1981 sjösattes Finnbodas sista egentillverkade fartyg, 6 500-tonnaren Nordic Link. Varvet byggdes sedan om för att bli landets näst största reparationsvarv. 1990 sjönk emellertid efterfrågan på fartygsreparationer kraftigt. Följden blev att företaget försattes i konkurs 1991.

## Internationella besök

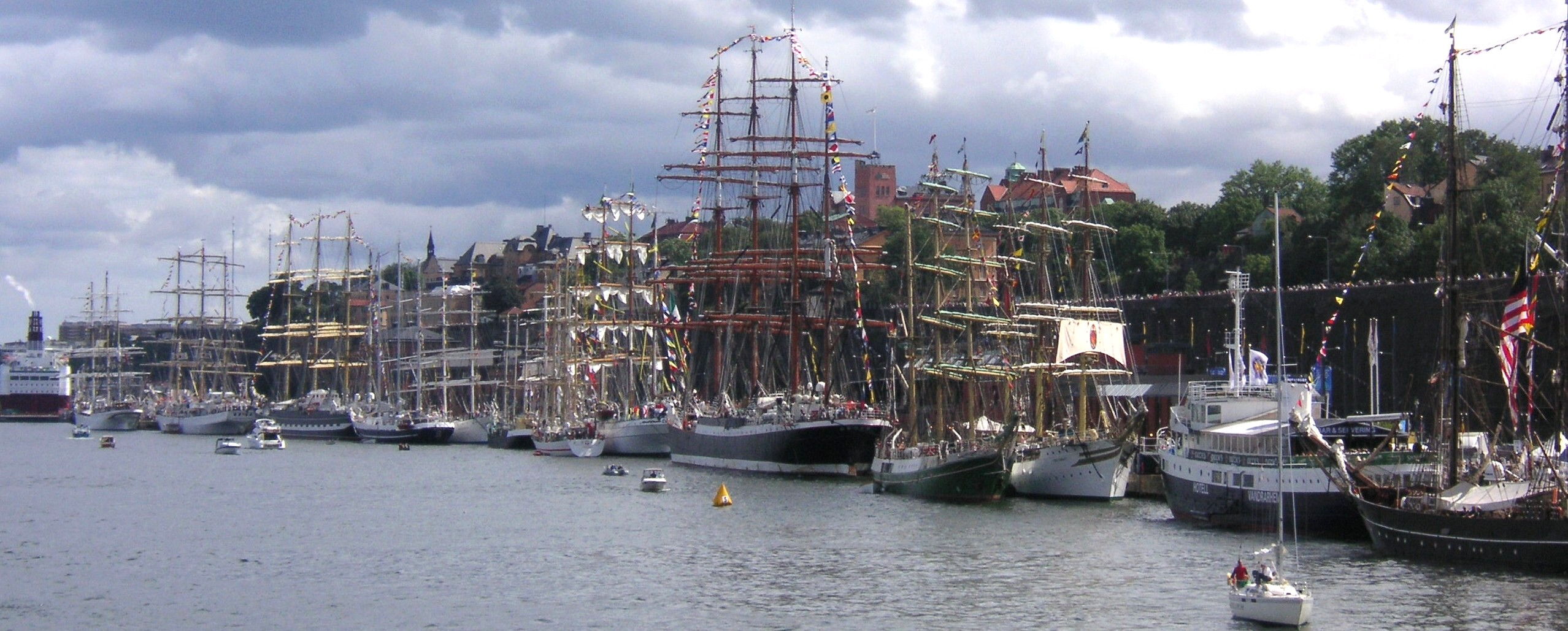
Stadsgårdshamnen under "The Tall Ships' Races" den 28 juli 2007 kan ge ett intryck av hur det såg ut här på 1700-talet.

Stockholm är inte bara gästhamn för utländska kryssningsfartyg utan även i samband med internationella tävlingar och evenemang. Här kan nämnas The Tall Ships' Races som kom till Stockholm på sommaren 2007. Från Sverige deltog bland annat HMS Gladan och HMS Falken som tillhör Försvarsmaktens / Sjöstridsskolans skonertdivision. Segelfartygen lade till vid stadens klassiska hamnar; Skeppsbron och Stadsgården och man fick ett intryck av hur det kunde se ut på 1700-talet.
En annan internationell tävling som hade “hamnrace“ och “stopover” i Stockholm var Volvo Ocean Race 2008-2009. Den 15 juni 2009 placerade sig båten Ericsson 4, med skeppare Torben Grael på tredje plats på ben 9 från Marstrand till Stockholm. Med sin tredjeplacering säkrade de totalsegern i 2008–2009 års upplaga av Volvo Ocean Race.
Senast Stockholm visade sig upp som sjöfartsstad var i samband med Bröllopet mellan kronprinsessan Victoria och Daniel Westling i juni 2010. Vid Skeppsbron låg norska respektive danska kungaskeppen Norge och Dannebrog, vid Skeppsholmen förtöjde Ostindiefararen Götheborg och i Saltsjön ankrade flera fartyg ur svenska flottan tillsammans med bland annat brittiska HMS Kent.